# تورفيثكون
بلدية تورفيثكون (بالإسبانية: Torvizcón) هي بلدية تقع في مقاطعة غرناطة التابعة لمنطقة أندلوسيا جنوب إسبانيا.

## الديموغرافيا
بلغ عدد سكان بلدية تورفيثكون 755 نسمة عام 2011 (وفقاً للمعهد الوطني الإسباني للإحصاء).
| 1.022 | 955 | 858 | 795 | 799 | 784 | 755 |